# Villeneuve-les-Bordes
Villeneuve-les-Bordes és un municipi francès, situat al departament de Sena i Marne i a la regió de Illa de França. L'any 2007 tenia 570 habitants.
Forma part del cantó de Provins, del districte de Provins i de la Comunitat de comunes Bassée-Montois.

## Demografia

### Població
El 2007 la població de fet de Villeneuve-les-Bordes era de 570 persones. Hi havia 213 famílies, de les quals 54 eren unipersonals (27 homes vivint sols i 27 dones vivint soles), 50 parelles sense fills, 101 parelles amb fills i 8 famílies monoparentals amb fills.
La població ha evolucionat segons el següent gràfic:
Habitants censats

### Habitatges
El 2007 hi havia 261 habitatges, 220 eren l'habitatge principal de la família, 18 eren segones residències i 22 estaven desocupats. Tots els 258 habitatges eren cases. Dels 220 habitatges principals, 196 estaven ocupats pels seus propietaris, 19 estaven llogats i ocupats pels llogaters i 5 estaven cedits a títol gratuït; 2 tenien una cambra, 9 en tenien dues, 33 en tenien tres, 57 en tenien quatre i 120 en tenien cinc o més. 174 habitatges disposaven pel capbaix d'una plaça de pàrquing. A 78 habitatges hi havia un automòbil i a 129 n'hi havia dos o més.

### Piràmide de població
La piràmide de població per edats i sexe el 2009 era:
| Homes | Edats   | Dones |
| ----- | ------- | ----- |
| 0     | 95 o +  | 0     |
| 0     | 90 a 94 | 4     |
| 4     | 85 a 89 | 0     |
| 0     | 80 a 84 | 0     |
| 8     | 75 a 79 | 8     |
| 20    | 70 a 74 | 16    |
| 12    | 65 a 69 | 20    |
| 8     | 60 a 64 | 4     |
| 8     | 55 a 59 | 12    |
| 12    | 50 a 54 | 12    |
| 20    | 45 a 49 | 16    |
| 32    | 40 a 44 | 32    |
| 24    | 35 a 39 | 28    |
| 32    | 30 a 34 | 24    |
| 4     | 25 a 29 | 16    |
| 4     | 20 a 24 | 4     |
| 20    | 15 a 19 | 12    |
| 24    | 10 a 14 | 28    |
| 36    | 5 a 9   | 28    |
| 16    | 0 a 4   | 24    |

## Economia
El 2007 la població en edat de treballar era de 389 persones, 306 eren actives i 83 eren inactives. De les 306 persones actives 281 estaven ocupades (151 homes i 130 dones) i 25 estaven aturades (14 homes i 11 dones). De les 83 persones inactives 21 estaven jubilades, 43 estaven estudiant i 19 estaven classificades com a «altres inactius».

### Ingressos
El 2009 a Villeneuve-les-Bordes hi havia 222 unitats fiscals que integraven 584 persones, la mediana anual d'ingressos fiscals per persona era de 19.736 €.

### Activitats econòmiques
Dels 10 establiments que hi havia el 2007, 1 era d'una empresa de fabricació d'altres productes industrials, 3 d'empreses de construcció, 1 d'una empresa de comerç i reparació d'automòbils, 1 d'una empresa de transport, 2 d'empreses de serveis, 1 d'una entitat de l'administració pública i 1 d'una empresa classificada com a «altres activitats de serveis».
Dels 3 establiments de servei als particulars que hi havia el 2009, 1 era una fusteria, 1 lampisteria i 1 empresa de construcció.
L'any 2000 a Villeneuve-les-Bordes hi havia 8 explotacions agrícoles que ocupaven un total de 429 hectàrees.

## Equipaments sanitaris i escolars
El 2009 hi havia una escola elemental integrada dins d'un grup escolar amb les comunes properes formant una escola dispersa.

## Poblacions més properes
El següent diagrama mostra les poblacions més properes.